# Каролос Папуљас
Др Каролос Папуљас (грч. Κάρολος Παπούλιας; Јањина, 4. јун 1929 — Атина, 26. децембар 2021) био је председник Грчке. Претходно је био министар у влади и скупштински посланик.

## Биографија
Папуљас је рођен у граду Јањина. Студирао је права на Универзитету у Атини и Минхену, а такође има и докторску титулу на тему приватног међународног права на Универзитету у Келну. Папуљас је сарадник минхенског института за Југоисточну Европу. Осим матерњег грчког, говори и немачки, италијански и француски.
Папуљас је био активан борац против окупатора током Другог светског рата као и у борби против војне хунте Јоргоса Пападопулоса као члан Социјал Демократске уније из изгнанства. Био је редован сарадник »Дојче Веле« (Deutsche Welle) програма на грчком језику у овом периоду.
Био је оснивач Панхеленског Социјалистичког Покрета (ПАСОК) и близак Андреасу Папандреуу. Био је биран као представник Јањине у грчкој скупштини на парламентарним изборима 1977, 1981, 1985, 1989 (јун и новембар), 1990, 1993, 1996. и 2000. Био је члан централног комитета ПАСОК-а и извршног бироа политичког одбора партије.
Вршио је више високих државних функција:
- Заменик министра иностраних послова (1981—1984)
- Наизменични министар иностраних послова (1984—1985)
- Министар иностраних послова (1985—1989)
- Заменик министра одбране (1989—1990)
- Министар спољних послова (1993—1996)

Као бивши шампион у атлетици и одбојци, Папуљас се налази на месту председника националне спортске организације од 1985. године. Ожењен је Маријом Паноу са којом има три ћерке.
У децембру 2004. године премијер Костас Караманлис, председник владајуће Нове Демократије, и Јоргос Папандреу, вођа опозиције ПАСОК-а, номиновали су Папуљаса за председника. Великом већином гласова изабран је за председника 8. фебруара 2005. године. Поверен му је петогодишњи мандат. Заклетву је положио 12. јануара 2005. године. Тиме је и званично заменио претходног председника Костиса Стефанопулоса. Након завршеног другог мандата на месту председника наследио га је Прокопис Павлопулос.